# Just Mathias Thiele
Just Mathias Thiele (Copenaghen, 13 dicembre 1795 – Copenaghen, 9 novembre 1874) è stato uno storico e scrittore danese.
Un personaggio di riferimento durante l'età d'oro danese nella prima metà del XVIII secolo, date molteplici capacità ha contribuito allo sviluppo culturale della Danimarca.
Prendendo spunto dai Fratelli Grimm, collezionò e pubblicò diverse fiabe del folklore danese, fondando la Kongelige Kobberstiksamling (in danese, "collezione reale di stampe" ), oggi parte della Galleria d'Arte Nazionale Danese.